# Admin-C
Admin-C (administrative contact) è il contatto amministrativo di un dominio ed è registrato come amministratore (oltre al possessore) nel database Whois dei registranti con il suo indirizzo. Quando si registra un nome di dominio è necessario indicare l'Admin-C, che non è automaticamente il proprietario del dominio, pur essendo ciò regolare nel settore privato. L'Admin-C, rispetto al possessore del dominio (Holder), è soggetto a istruzioni ed agisce per suo conto. È indispensabile che sia una persona fisica, l'indicazione aggiuntiva di una società è facoltativa.
L'Admin-C è anche il responsabile legale per i contatti del dominio. Può essere interpellato, in determinate circostanze, per violazioni antitrust, così come il possessore del dominio. In aggiunta al contatto amministrativo, di solito c'è il contatto tecnico, cioè il cosiddetto Tech-C (Technical Contact), e la persona di contatto responsabile per il name server, chiamato Zone-C (Zone Contact).